# 法羅 (加拿大)
法羅，是加拿大育空地區的一個鎮。世界上最大的露天鉛鋅礦場法羅礦場曾位於此。由於礦業在20世紀90年代開始衰退，該鎮正嘗試以生態旅遊引入游客。此外，此鎮中心有一個哥爾夫球場。